# Roswell (Nové Mexiko)
Roswell je město ve státě Nové Mexiko v USA. Jeho populace činí asi 48 000 osob, což z něj dělá 5. největší město v Novém Mexiku. Známé je především díky Roswellskému incidentu.

## Významní rodáci
- John Denver (1943–1997), country/folkový zpěvák a skladatel a folkrockový hudebník.
- Demi Moore (*1962), americká herečka